# 6. Grundschule „Am Großen Garten“

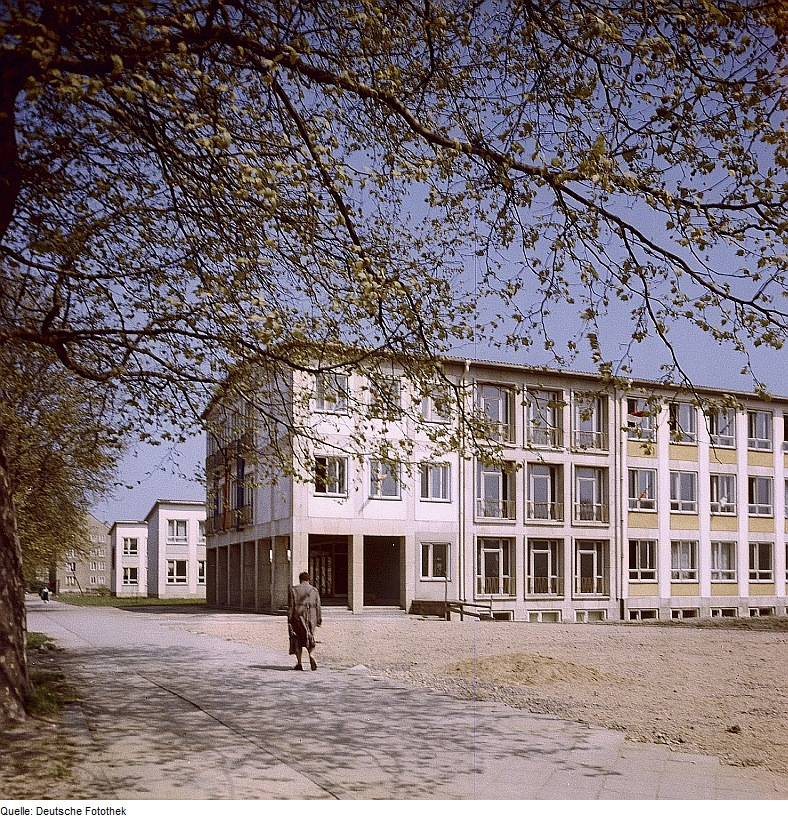
Das Schulgebäude in den 1970er Jahren

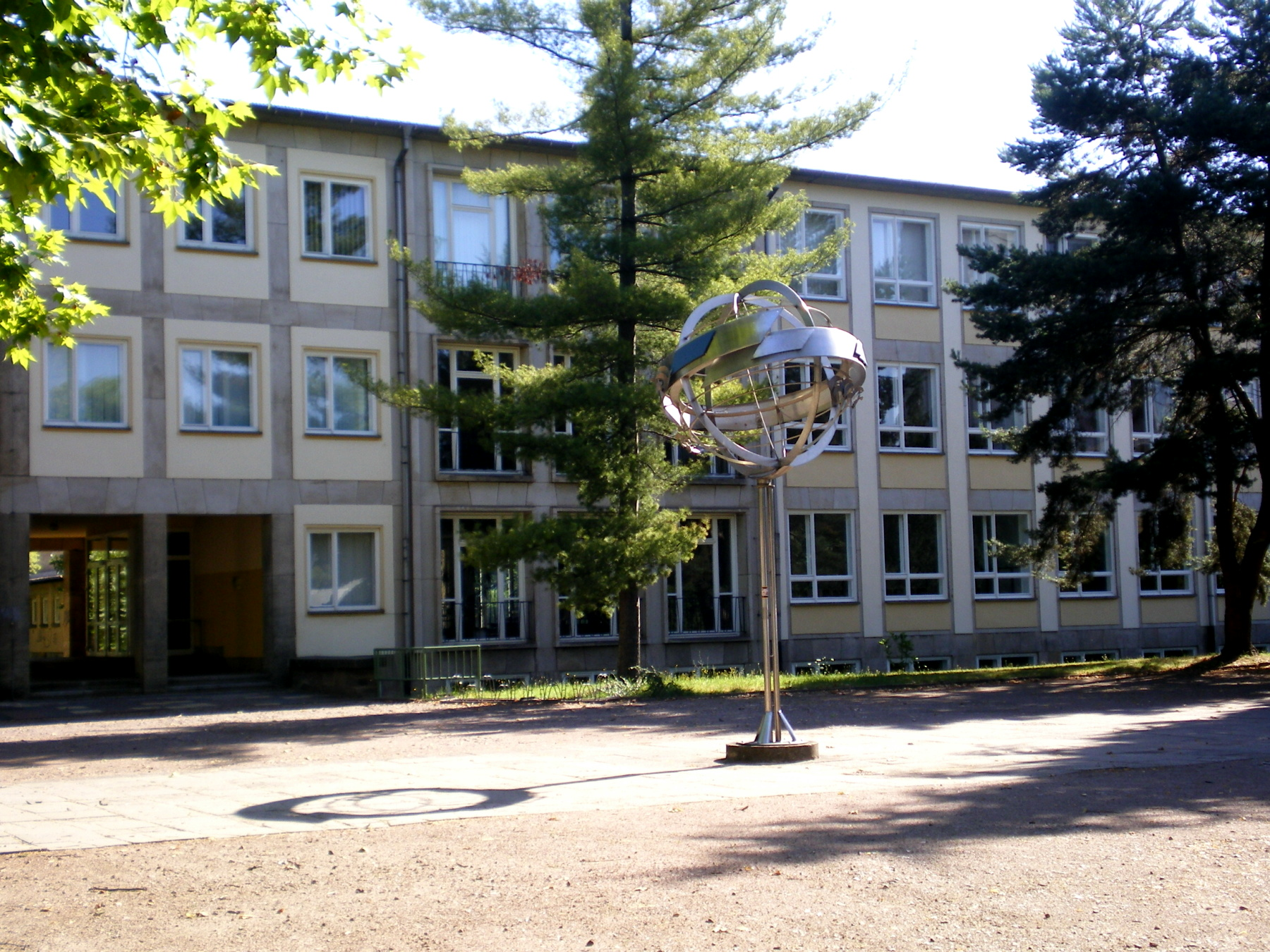
Vorplatz zur Fetscherstraße mit Stele

Das Gebäude der 6. Grundschule „Am Großen Garten“ befindet sich an der Fetscherstraße 2 in Dresden und steht als Kulturdenkmal der Stadt Dresden unter Schutz.

## Geschichte
Das Schulhaus hieß am Anfang 6. Mittelschule. Ab 1966 wurde das Schulhaus nach Otto Grotewohl benannt, den ersten Ministerpräsidenten der DDR. Anfang der 1970er Jahre wurde sie Polytechnische Oberschule. Ab 1990 trug die Schule den Namen des tschechischen Pädagogen, Theologen und Schriftstellers Johann Amos Comenius. Das Schulgebäude wurde im Juli 2008 geschlossen. Von Oktober 2013 bis zum Sommer 2015 wurde das Gebäudeensemble komplettsaniert. Seit 2015 befindet sich in dem Gebäude die 6. Grundschule „Am Großen Garten“.

## Beschreibung
Das von den Architekten Gottfried Kintzer und Ehrenfried Kubin von 1957 bis 1958 errichtete Gebäude wurde als „Pavillonschule“ errichtet, bestehend aus einem dreigeschossigen Hauptklassentrakt mit zwei Pavillons, die durch Zwischentrakte miteinander verbunden werden. Es wurde in einer „Mischbauweise“ mit einer „Sandsteinskelettverblendung“ errichtet. Die Fensterbrüstungen sind farbig verputzt; das Gebäude trägt ein flaches Giebeldach. Den Haupteingang flankieren Arkaden aus Sandstein. Die Freiflächen wurden von Heinz Hirsch gestaltet.